# Eddie Perkins
Eddie Perkins (Clarksdale, 3 marzo 1937 – Chicago, 10 maggio 2012) è stato un pugile statunitense.
Campione del mondo dei pesi welter junior nel 1962 e dal 1963 al 1965, fu irriducibile antagonista di fine carriera di Duilio Loi. La International Boxing Hall of Fame lo ha riconosciuto fra i più grandi pugili di ogni tempo.

## Carriera
Professionista dal 1956, il 18 maggio 1960, a Washington, batté ai punti l'italiano Paolo Rosi, recente sfidante al titolo mondiale pesi leggeri detenuto da Joe Brown.
Il 12 giugno 1961, a Caracas, batté ai punti l'ancora imbattuto idolo locale Carlos Hernández, proponendosi come uno dei più forti pesi welter junior del mondo.
Il 21 ottobre 1961, a Milano, costrinse al pari il Campione del mondo Duilio Loi, in un incontro valido per il titolo.
Dopo aver difeso il titolo europeo, che contemporaneamente deteneva, Loi offrì la rivincita "mondiale" a Perkins, perché il precedente verdetto di parità lo aveva ferito nell'orgoglio. Il 14 settembre 1962, al Velodromo Vigorelli di Milano, Eddie Perkins riuscì a strappare il titolo mondiale al pugile italiano, con verdetto ai punti espresso dall'arbitro e giudice unico, il francese Pierre Verrière. 
Essendo prevista, nel contratto precedente, la clausola del terzo incontro, Duilio Loi, il 15 dicembre 1962, al Palazzo dello Sport di Milano, conquistò nuovamente la corona mondiale, con verdetto ai punti decretato dall'arbitro Georges Gondre. Secondo taluni, tuttavia, sarebbe stato più giusto un verdetto di parità.
Sei mesi dopo, Perkins, tornò campione del mondo e mantenne la cintura per altri due anni, dimostrando di essere stato un pugile di assoluto valore. Lo conquistò battendo ai punti a Manila il filippino Roberto Cruz. Lo difese battendo a Tokyo il giapponese  Yoshinori Takahashi e a Kingston, contro il giamaicano Bunny Grant, vincendo sempre ai punti. Il suo titolo era riconosciuto da entrambe le federazioni pugilistiche (WBA e WBC).
Il 18 gennaio 1965, perse il titolo ai punti, a Caracas, contro Carlos Hernández, in base a un verdetto molto contestato. L'arbitro statunitense Henry Armstrong, infatti, aveva assegnato la vittoria a Perkins con ben undici punti di vantaggio; i due giudici venezuelani, invece, al loro connazionale, rispettivamente per uno e quattro punti. Hernandez cedette poi il titolo a Sandro Lopopolo. 
Successivamente, Perkins perse ai punti in dieci riprese, a Ciudad Juárez, contro il cubano naturalizzato messicano José Nápoles, uno dei più forti welter di tutti i tempi. Batté due volte ai punti il connazionale Adolph Pruitt ma, stranamente, non venne designato dalla WBC a contendere al filippino Pedro Adigue il titolo mondiale, allora vacante. Perse ai punti, a Buenos Aires, contro il futuro campione del mondo WBA, Nicolino Locche.
Perkins incontrò anche due volte il brasiliano João Henrique, futuro sfidante di Bruno Arcari al titolo mondiale WBC, in entrambi i casi a San Paolo del Brasile. Pareggiò il primo incontro e perse ai punti il secondo.
Nel giugno 1970, avrebbe dovuto affrontare l'ex campione del mondo Takeshi Fuji, detronizzatore di Lopopolo. Fuji preferì non affrontarlo, adducendo un infortunio, tanto che fu sospeso dalla commissione pugilistica giapponese. 
A fine carriera Perkins incontrò l'ex campione del mondo WBC Pedro Adigue che a sua volta aveva ceduto il titolo ai punti a Bruno Arcari, al Palazzetto dello Sport di Roma. Perkins lo batté per Kot al quinto round, sul ring di Honolulu. A Vienna, mise Ko alla quinta ripresa l'ex campione europeo Johann Orsolics, altra vittima di Arcari.
Il 16 agosto 1974, a Melbourne, perse con un margine di 3-4 punti dal futuro campione del mondo dei medi junior, l'italo-australiano Rocky Mattioli. Ormai trentottenne, dopo aver perso altri tre match, pose fine alla sua carriera professionistica nel 1975. In quasi venti anni, ha perso una sola volta prima del limite, per abbandono, ad inizio carriera.